# 安藤嘉治
安藤 嘉治（あんどう よしはる、1934年（昭和9年）10月22日 - 2007年（平成19年）6月6日）は、日本の政治家、実業家。愛知県知多市長。

## 経歴
愛知県出身。安藤梅吉の二男として生まれる。1958年（昭和33年）慶應義塾大学経済学部を卒業し、岡徳織布に入社。1971年（昭和46年）オカトクを設立し代表、のち会長を務める。ほか、1980年（昭和55年）金丸鉄工所会長、岡徳石油社長、日本綿スフ織物工業連合会会長、知多ロータリークラブ初代会長を歴任した。
1989年（平成元年）9月、知多市長に当選。2001年（平成13年）10月、引退した。

## 栄典
勲章等
- 紺綬褒章[1]

## 親族
- 父：安藤梅吉（愛知県議会議員）[3]